# Si yo fuera rico (película)

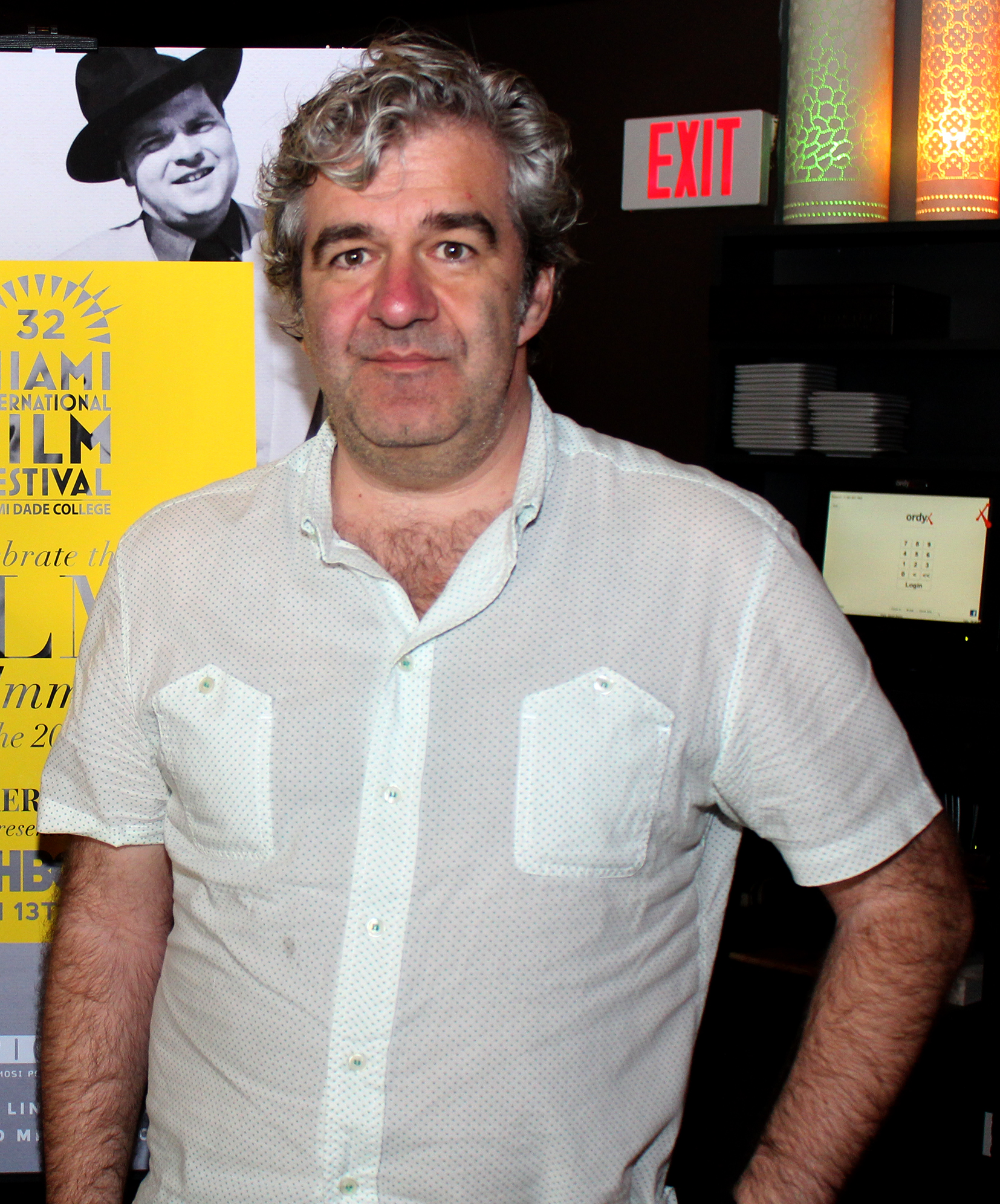
Álvaro Fernández Armero, director de la película Si yo fuera rico.

Si yo fuera rico es una comedia española dirigida por Álvaro Fernández Armero estrenada el 15 de noviembre de 2019. La productora del film es Telecinco Cine y la distribuidora de España es Paramount Pictures Spain. Tiene un presupuesto de 4.4 € millones y una recaudación de 12.5 € millones.
La película fue rodada en Madrid y Asturias.
Es un remake de la película francesa de 2004 Ah! si j'étais riche.

## Sinopsis
Santi es un joven con problemas económicos y una vida desestructurada, sobre todo por el divorcio que está a punto de vivir con su mujer. Con todo, un día decide introducirse en el mundo de la lotería y, de un día a otro, se hace rico. Sin embargo, la vida no se le solucionará de golpe. Además, tampoco podrá explicarlo a sus amigos y pareja. Con esta situación, Santi tratará de disfrutar de su dinero tanto como pueda e intentar gastarlo con precaución y de forma oculta, para que la gente de su alrededor no se entere.

## Reparto

### Director
- Álvaro Fernández Armero

### Guionistas
- Álvaro Fernández Armero
- Tom Fernández
- Ángela Armero

### Reparto (actores)
| Intérprete                  | Personaje             |
| --------------------------- | --------------------- |
| Álex García Fernández       | Santi                 |
| Alexandra Jiménez           | Maite                 |
| Jordi Sánchez               | Damián                |
| Adrián Lastra               | Marcos                |
| Paula Echevarría            | Lorena                |
| Diego Martín                | Mario                 |
| Franky Martín               | Pedro                 |
| Antonio Resines             | Miguel                |
| Isabel Ordaz                | Laura                 |
| Gorka Lasaosa               | Hawai                 |
| Bárbara Santa-Cruz          | Begoña                |
| María de Nati               | Tania                 |
| Julio Vélez                 | Raúl                  |
| Lydia Ramírez               | Cristina              |
| Óscar Higares               | Rómulo                |
| Beatriz Rico                | Cazatalentos          |
| Juan Carlos Martínez Antuña | Exalumno              |
| Aritz Aranburu              | Aritz Aranburu        |
| Juan Llobregat              | Pelayo                |
| Silvino Torre               | Vecino                |
| Carmen Gloria García        | Vecina                |
| Mercedes Álvarez            | Manuela               |
| Trinidad Iglesias           | Madre de Pedro        |
| Rakel González-Huedo        | Recepcionista         |
| Marisa Lull                 | Dependienta Joyería 1 |
| Ángel Héctor Sánchez        | Rubén                 |
| María Talavera              | Dependienta Spa       |
| Cocó Gacó                   | Dependiente Zapatería |
| Pedro Durán                 | Estilista             |
| Paula Pielfort              | Dependienta joyería 2 |
| Manu Hernández              | Maestro Jamonero      |
| Misho Amoli                 | Chico en la Fiesta    |
| Marta Casielles             | Pescadera             |
| Javier Fuente               | Gorka                 |
| Carla Peiró-Camaró          | Marina                |
| Pablo Posada Ávalos         | Alexandru             |